# Decembrie 2021
Acest articol este generat integral pe baza informațiilor din articolul 2021 și este actualizat periodic de un robot.
 Editările făcute în articol vor fi șterse la următoarea actualizare! Dacă doriți să faceți modificări, editați articolul-sursă.

ianuarie -
februarie -
martie -
aprilie -
mai -
iunie -
iulie -
august -
septembrie -
octombrie -
noiembrie -
decembrie
Decembrie 2021 a fost a douăsprezecea lună a anului și a început într-o zi de miercuri.

## Evenimente

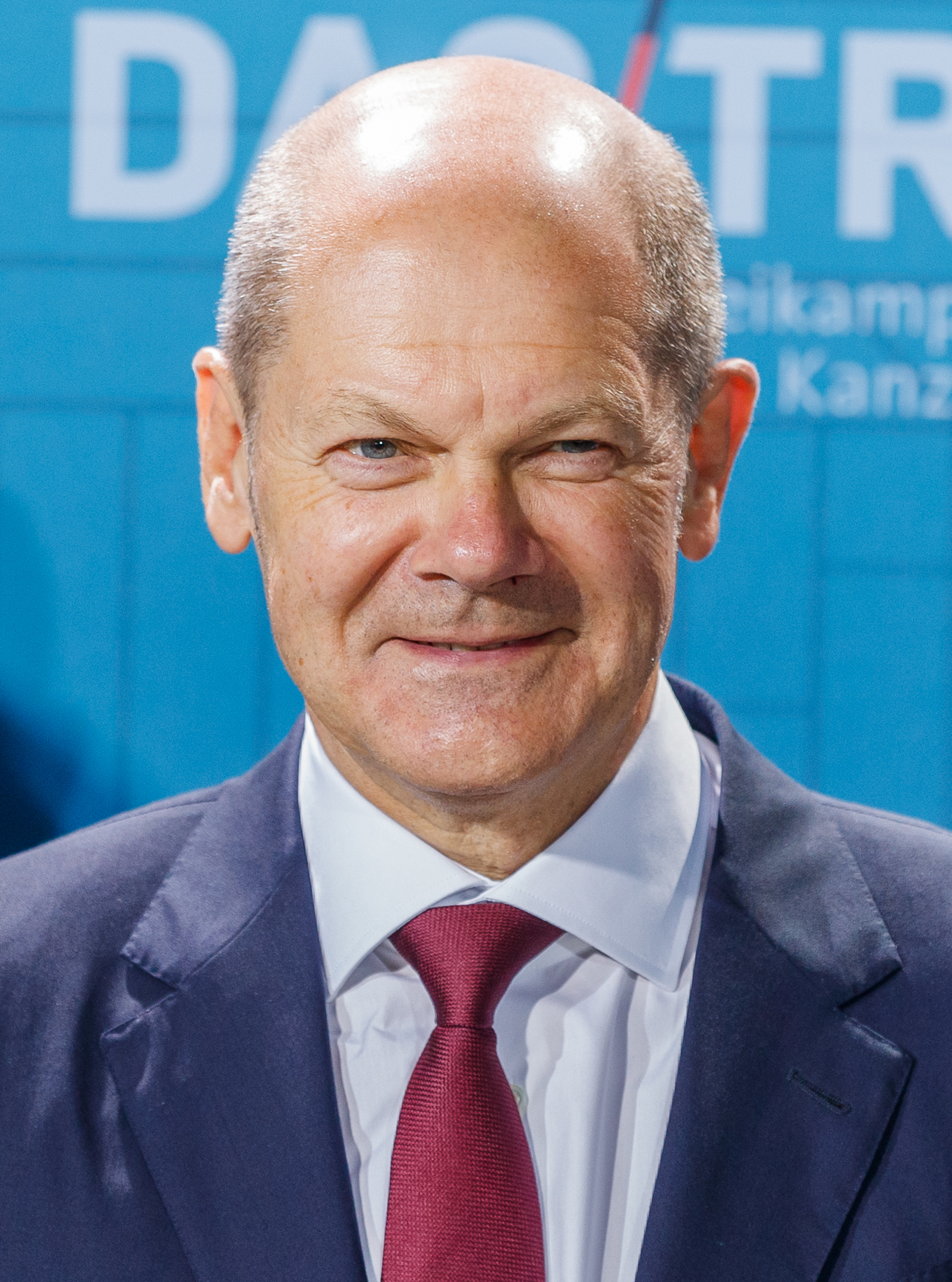
8 decembrie: Bundestag-ul l-a ales pe social-democratul Olaf Scholz (foto) ca noul cancelar al Germaniei, înlocuindu-o pe Angela Merkel care a guvernat timp de 16 ani.

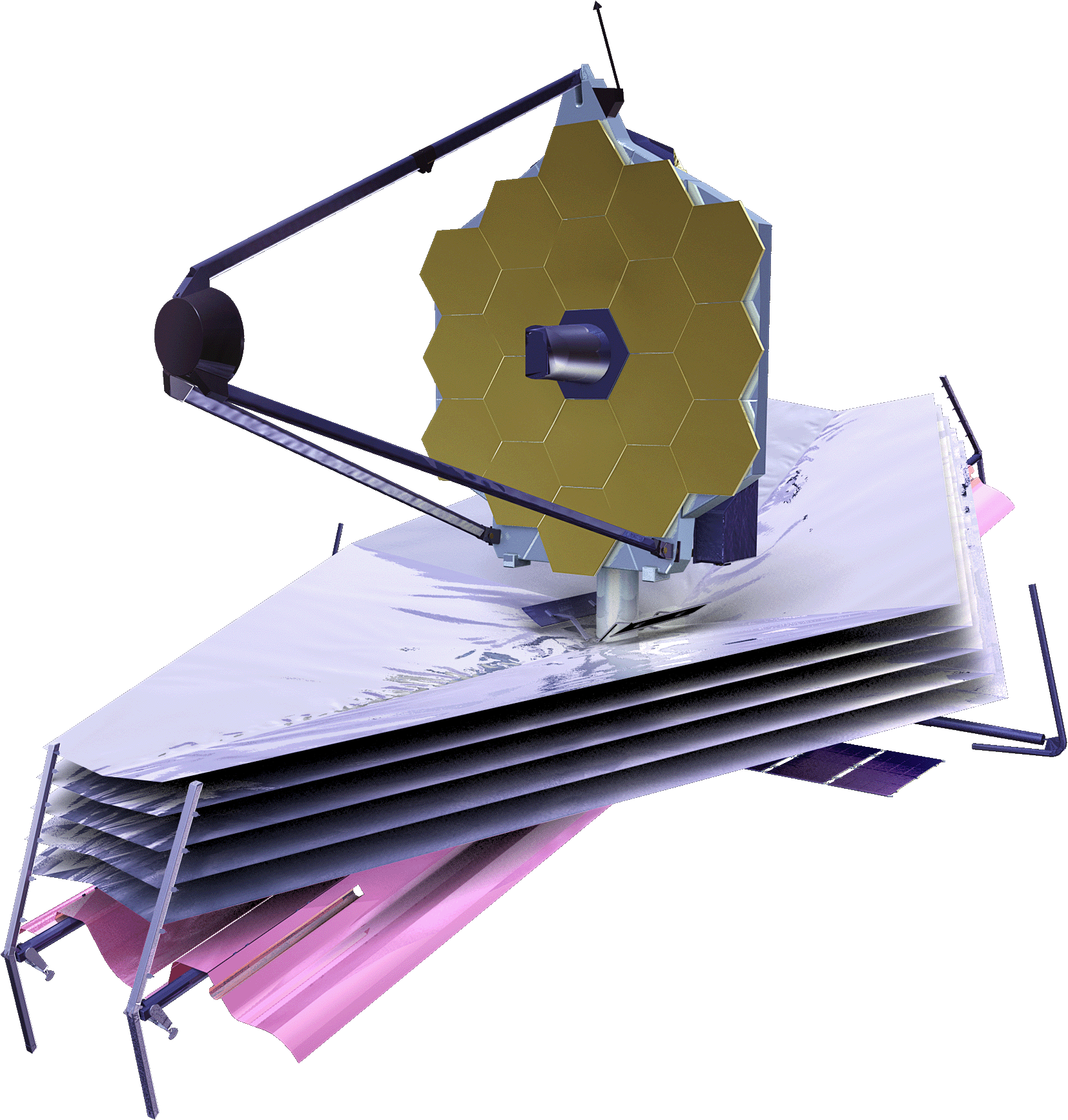
Telescopul spatial James Webb lansat pe 25 decembrie 2021

- 1 decembrie: A fost pusă în circulație, de către BNR, bancnota de 20 lei, pe avers reprezentând-o pe Ecaterina Teodoroiu, participantă la Primul Război Mondial.[1]
- 3 decembrie: Magnus Carlsen îl învinge pe Ian Nepomniachtchi în jocul 6 al Campionatului Mondial de șah 2021 într-un joc maraton cu 136 de mișcări. Este primul rezultat decisiv într-un joc regulamentar al Campionatului Mondial de șah în mai bine de 5 ani și este, de asemenea, cel mai lung joc din istoria Campionatului Mondial de șah.[2]
- 4 decembrie: România raportează primele cazuri de varianta Omicron SARS-CoV-2 la doi cetățeni care au călătorit din Africa de Sud pe 30 noiembrie.[3]
- 6 decembrie: Statele Unite ale Americii anunță oficial un boicot diplomatic al viitoarelor Jocuri Olimpice de Iarnă din Beijing, China. Casa Albă spune că nici o delegație oficială nu va fi trimisă la Jocuri din cauza preocupărilor cu privire la drepturile omului în China.[4]
- 8 decembrie: Bundestag-ul l-a ales pe social-democratul Olaf Scholz ca noul cancelar al Germaniei, înlocuindu-o pe Angela Merkel care a guvernat timp de 16 ani.[5]
- 8 decembrie: România ridică restricția pe timp de noapte și politica obligatorie privind măștile de protecție în aer liber, permite magazinelor și restaurantelor să se închidă la ora 22:00 și permite intrarea în locuri neesențiale pentru cei cu un test COVID-19 negativ, pe măsură ce numărul cazurilor scade.[6]
- 8 decembrie: Australia, Canada și Regatul Unit se alătură boicotului diplomatic american al Jocurilor Olimpice de iarnă de la Beijing, citând abuzuri ale drepturilor omului în China.[7][8]
- 12 decembrie: Cetățenii din Noua Caledonie votează împotriva independenței și aleg să rămână parte a Franței. Partidele pro-independență au boicotat referendumul pentru a protesta împotriva presupusei lipse de timp pentru campanie.[9]
- 14 decembrie: Oamenii de știință anunță că sonda solară Parker a NASA a devenit prima navă spațială care a pătruns în coroana stelară a Soarelui în timpul unui zbor în aprilie.[10]
- 17 decembrie: Lira turcească s-a depreciat până la un nou record de 17,07 unități pentru un dolar american, declanșând o intervenție directă a Băncii Centrale pe piața de valori. Lira a pierdut 55% din valoare în acest an, inclusiv 37% în doar ultimele 30 de zile. Președintele Recep Erdoğan anunță o creștere cu 50% a salariului minim de anul viitor.[11]
- 17 decembrie: Rusia cere ca NATO să pună capăt tuturor activităților militare din Europa de Est și să nu admită niciodată Ucraina ca membru al alianței militare, spunând că doresc o garanție obligatorie din punct de vedere juridic pentru a pune capăt expansiunii în continuare spre est.[12]
- 25 decembrie: A fost lansat James Webb Space Telescope (JWST), „cel mai puternic și mai complex telescop spațial al NASA”.[13][14][15]

## Decese
- 1 decembrie: Grand Jojo (n. Jules Jean Vanobbergen), 85 ani, cântăreț și compozitor belgian (n. 1936)
- 1 decembrie: Walter Ziegler, 83 ani, ciclist de performanță născut în România, Maestru al Sportului (n. 1938)
- 3 decembrie: Lamine Diack, 88 ani, atlet senegalez, președinte al World Athletics (1999–2015), (n. 1933)
- 3 decembrie: Horst Eckel, 89 ani, fotbalist german (atacant), (n. 1932)
- 4 decembrie: Tita Bărbulescu, 85 ani, interpretă română de muzică populară (n. 1936)
- 4 decembrie: Paul Lannoye, 82 ani, om politic belgian, membru al Parlamentului European (1989–2004), (n. 1939)
- 5 decembrie: Bob Dole (Robert Joseph Dole), 98 ani, politician american, senator (1961–1996), (n. 1923)
- 5 decembrie: Jacques Tits, 91 ani,  matematician francez, câștigător al Premiului Abel în 2008 (n. 1930)
- 5 decembrie: Demetrio Volcic, 90 ani, jurnalist italian de etnie slovenă al RAI, om politic, membru al Parlamentului European (1999–2004), (n. 1931)
- 7 decembrie: Vasile Babuc, 88 ani, agronom din R. Moldova, specialist în fiziologia plantelor (n. 1933)
- 7 decembrie: Mustafa Ben Halim, 100 ani, politician libian, prim-ministru al Libiei (1954–1957), (n. 1921)
- 8 decembrie: Kristina Dukic, 21 ani, vedetă sârbă YouTube și streamer Twitch (n. 2000)
- 9 decembrie: Carmen Salinas, 82 ani, actriță și politiciană mexicană (n. 1939)
- 9 decembrie: Giosuè Ligios (Giosuè Stefano Ligios), 93 ani, polician italian, membru al Parlamentului European (1979–1989), (n. 1928)
- 10 decembrie: Constantin Năsturescu, 81 ani, fotbalist român (n. 1940)
- 11 decembrie: Anne Rice (n. Howard Allen O'Brien), 80 ani, scriitoare americană (n. 1941)
- 12 decembrie: Lucian Avramescu, 73 ani, poet și jurnalist român (n. 1948)
- 13 decembrie: Liam Kavanagh, 86 ani, om politic irlandez, membru al Parlamentului European (1973–1977), (n. 1935)
- 14 decembrie: Tadeusz Ross, 83 ani, politician polonez, membru al Parlamentului European (2013–2014), (n. 1938)
- 14 decembrie: Rozita Sokou, 98 ani, jurnalistă, autoare, dramaturgă și traducătoare de etnie greacă (n. 1923)
- 17 decembrie: Klaus Wagenbach, 91 ani, editor german (n. 1930)
- 19 decembrie: Robert Howard Grubbs, 79 ani, chimist american, laureat al Premiului Nobel (2005), (n. 1942)
- 19 decembrie: Carlos Marín (Carlos Marín Menchero), 53 ani, solist spaniol de operă (bariton) și membru al grupului Il Divo (n. 1968)
- 20 decembrie: Pierre Cassignard, 56 ani, actor francez (n. 1965)
- 20 decembrie: Mircea Iuga, 78 ani, jurist din R. Moldova (n. 1943)
- 22 decembrie: Ioan Muraru, 83 ani, jurist român, președinte al Curții Constituționale a României (1995–1998), (n. 1938)
- 23 decembrie: Dan Berindei, 98 ani, istoric român, membru titular al Academiei Române (n. 1923)
- 23 decembrie: Joan Didion, 87 ani, scriitoare americană (n. 1934)
- 23 decembrie: Romulus Sârbu, 86 ani, renumit actor român de pantomimă (n. 1935)
- 25 decembrie: Maryam Begum, 85 ani, prințesă afgană (n. 1936)
- 26 decembrie: Karolos Papoulias, 92 ani, politician grec, președinte al Greciei (2005–2015), (n. 1929)
- 26 decembrie: Desmond Tutu (Desmond Mpilo Tutu), 90 ani, arhiepiscop anglican emerit de Cape Town, activist împotriva apartheid-ului din Africa de Sud, laureat al Premiului Nobel (n. 1931)
- 26 decembrie: Sarah Weddington (Sarah Ragle Weddington), 76 ani, avocată americană (n. 1945)
- 27 decembrie: Keri Hulme, 74 ani, scriitoare neozeelandeză (n. 1947)
- 27 decembrie: Victor Socaciu, 68 ani, interpret român de muzică folk, realizator de emisiuni de televiziune, parlamentar și diplomat (n. 1953)
- 30 decembrie: Karel Loprais, 72 ani, pilot ceh de raliuri (n. 1949)
- 31 decembrie: Betty White (Betty Marion White), 99 ani, actriță americană, comediană, autoare și prezentatoare a unui show de televiziune (Saturday Night Live), (n. 1922)